# Stainton le Vale
Stainton le Vale – wieś i civil parish w Anglii, w Lincolnshire, w dystrykcie West Lindsey. W 2001 civil parish liczyła 62 mieszkańców. Stainton le Vale jest wspomniana w Domesday Book (1086) jako Stainton(e).